# Elise Van Cleemput
Elise Van Cleemput (13 februari 2001) is een Belgisch volleybalster.

## Levensloop
Van Cleemput was aangesloten bij VDK Gent, waarvoor ze in seizoen 2021-'22 in het eerste team uitkwam. Dat seizoen werd ze met de Gentse club landskampioen. In 2023 maakte ze de overstap naar VC Vamos Stekene Sint-Gillis-Waas.